# Pauci ljevkaši
Pauci ljevkaši (lat. Agelenidae), velia porodica pauka sa 74 priznata roda preko 1 200 vrsta. Zajedno s porodicom Amaurobiidae čini natporodicu Agelenoidea koja je dio podreda Araneomorphae. Ime su dobili po tome što rade mreže u obliku lijevka. Gotovo sve vrste unutar ove porodice za ljude su bezopasne, dok ugriz pauka Eratigena agrestis, može izazvati nekrotične lezije.
Najmanje vrste narastu do 4 mm dužine, dok su najveći 20 mm.

## Rodovi
1. Acutipetala Dankittipakul & Zhang, 2008
2. Agelena Walckenaer, 1805
3. Agelenella Lehtinen, 1967
4. Agelenopsis Giebel, 1869
5. Ageleradix Xu & Li, 2007
6. Agelescape Levy, 1996
7. Ahua Forster & Wilton, 1973
8. Allagelena Zhang, Zhu & Song, 2006
9. Alloclubionoides Paik, 1992
10. Aterigena Bolzern, Hänggi & Burckhardt, 2010
11. Azerithonica Guseinov, Marusik & Koponen, 2005
12. Barronopsis Chamberlin & Ivie, 1941
13. Benoitia Lehtinen, 1967
14. Bifidocoelotes Wang, 2002
15. Calilena Chamberlin & Ivie, 1941
16. Coelotes Blackwall, 1841
17. Coras Simon, 1898
18. Draconarius Ovtchinnikov, 1999
19. Eratigena Bolzern, Burckhardt & Hänggi, 2013
20. Femoracoelotes Wang, 2002
21. Flexicoelotes Chen, Li & Zhao, 2015
22. Hadites Keyserling, 1862
23. Himalcoelotes Wang, 2002
24. Histopona Thorell, 1869
25. Hoffmannilena Maya-Morales & Jiménez, 2016
26. Hololena Chamberlin & Gertsch, 1929
27. Huangyuania Song & Li, 1990
28. Huka Forster & Wilton, 1973
29. Hypocoelotes Nishikawa, 2009
30. Inermocoelotes Ovtchinnikov, 1999
31. Iwogumoa Kishida, 1955
32. Kidugua Lehtinen, 1967
33. Leptocoelotes Wang, 2002
34. Lineacoelotes Xu, Li & Wang, 2008
35. Longicoelotes Wang, 2002
36. Lycosoides Lucas, 1846
37. Mahura Forster & Wilton, 1973
38. Maimuna Lehtinen, 1967
39. Malthonica Simon, 1898
40. Melpomene O. Pickard-Cambridge, 1898
41. Mistaria Lehtinen, 1967
42. Neoramia Forster & Wilton, 1973
43. Neorepukia Forster & Wilton, 1973
44. Neotegenaria Roth, 1967
45. Neowadotes Alayón, 1995
46. Notiocoelotes Wang, Xu & Li, 2008
47. Novalena Chamberlin & Ivie, 1942
48. Olorunia Lehtinen, 1967
49. Oramia Forster, 1964
50. Oramiella Forster & Wilton, 1973
51. Orepukia Forster & Wilton, 1973
52. Orumcekia Koçak & Kemal, 2008
53. Papiliocoelotes Zhao & Li, 2016
54. Paramyro Forster & Wilton, 1973
55. Pireneitega Kishida, 1955
56. Platocoelotes Wang, 2002
57. Porotaka Forster & Wilton, 1973
58. Pseudotegenaria Caporiacco, 1934
59. Robusticoelotes Wang, 2002
60. Rothilena Maya-Morales & Jiménez, 2013
61. Rualena Chamberlin & Ivie, 1942
62. Sinocoelotes Zhao & Li, 2016
63. Spiricoelotes Wang, 2002
64. Tamgrinia Lehtinen, 1967
65. Tararua Forster & Wilton, 1973
66. Tegecoelotes Ovtchinnikov, 1999
67. Tegenaria Latreille, 1804
68. Textrix Sundevall, 1833
69. Tikaderia Lehtinen, 1967
70. Tonsilla Wang & Yin, 1992
71. Tortolena Chamberlin & Ivie, 1941
72. Tuapoka Forster & Wilton, 1973
73. Urocoras Ovtchinnikov, 1999
74. Wadotes Chamberlin, 1925

## Vanjske poveznice
|  | Zajednički poslužitelj ima još gradiva o temi Agelenidae |
|  | Wikivrste imaju podatke o taksonu Agelenidae             |